# Бреге Br.19
Бреге Br.19 (фр. Breguet XIX) — лёгкий бомбардировщик-биплан французской компании Breguet Aviation.

## История
Breguet 19 был разработан как преемник знаменитого легкого бомбардировщика первой мировой войны Breguet 14. Первоначальный вариант был спроектирован с 450- сильный / 335- килограммовым двигателем Bugatti U-16, и имел пропеллер с четырьмя лопастями. Такой прототип был представлен на 7-м Парижском авиасалоне в ноябре 1921 года.
Новый опытный образец был реализован в марте 1922 года, имел традиционную компоновку с двигателем Renault 12Kb мощностью 336 кВт (450 л. с.). Самолёт был построен по схеме биплана с более короткими нижними крыльями. После успешных испытаний Breguet 19 был принят на вооружение французскими ВВС в сентябре 1923 года.
Самолёт был быстрее, чем другие бомбардировщики того времени, и даже быстрее некоторых истребителей. В результате это вызвало огромный интерес в мире к Breguet 19. Массовое производство для французских ВВС и экспорта началось во Франции в 1924 году.

## Конструкция
Breguet 19 — классический биплан. Фюзеляж эллипсоидной формы представляет собой раму из дюралюминиевых труб. Передняя часть покрыта дюралюминиевыми листами, хвост и крылья матерчатые. Breguet 19 имеет обычное фиксированное шасси. Экипаж: пилот и наблюдатель/бомбардировщик, размещаются в открытой кабине с двойным управлением.
На самолёт устанавливалось много различных двигателей, в основном 12 цилиндровые с водяным охлаждением:
- Renault 12Kb (336 кВт / 450 л. с.), 12Kd (357 кВт / 480 л. с.) — V12
- Lorraine 12 Db (298 кВт / 400 л. с.) — V12
- Lorraine 12 Eb (336 кВт / 450 л. с.), 12Ed (то же самое, с редуктором) — W12
- Hispano-Suiza 12Ha (336 кВт / 450 л. с.), 12Hb (373 кВт / 500 л. с.) — V12
- Farman 12We (373 кВт / 500 л. с.).
- Гном-Рон 9Ab Jupiter (313 кВт / 420 л. с.)

Бензобак располагался в фюзеляже и вмещал 365 литров топлива.
Пропеллер был сделан из дерева.
У всех версий Breguet 19 были установлены радиостанции.

## Вооружение
- 7,7 мм пулемет Vickers (спереди, в фюзеляже)

- 2 x 7,65 мм пулеметы Lewis Mark на задней поворотной турели

Был также четвертый пулемет, который мог спускаться через отверстие в полу.
Версия CN2 , ночной истребитель, была оснащена двумя пулеметами для пилота.
Версия бомбардировщика могла содержать до 472 кг бомб под фюзеляжем или в бомбовом отсеке (небольшие бомбы до 50 кг). В разведывательную версию могли входить 12 бомб по 10 кг . В разведывательной версии устанавливалась фотокамера, которая была необязательной на бомбардировщике, хотя устанавливалась и на нем.

## Модификации
- Br.19.01 — первый прототип Breguet 19, первый полёт совершен в марте 1922 года. В дальнейшем был куплен испанским правительством.
- Br.19.02 — выпущено до 11 опытных самолётов, фюзеляж был увеличен на 60 см. Br.19.02 был отправлен в Югославию в 1923 году.
- Br.19 A2 — разведывательная модификация самолёта.
- Br.19 B2 — модификация бомбардировщика.

Версии А2 и В2 являются самыми многочисленными и практически идентичны. Они использовали различные двигатели, наиболее популярными из которых были Lorraine-Dietrich 12Db V12 298 кВт (400 л. с.), Lorraine-Dietrich 12Eb W12 336 кВт (450 л. с.), Renault 12K, Hispano-Suiza 12H и Farman 12W.
- Br.19 CN2 — версия ночного истребителя, почти идентичная версии разведки B2 с двумя передними пулеметами.
- Br.19 GR (Grand Raid) — специально модифицированный вариант для дальних полётов, создан после первых попыток дальних перелетов Br.19 A2 № 23, оснащенных дополнительными топливными баками. Первый Br.19 GR (№ 64) имел топливный бак объемом около 2000 л и установил мировой рекорд дальности в 1925 году. В 1926 году три других самолёта (№ 1685—1687) были переделаны в вариант Br.19 GR с топливными баками в 3000 литров. Кабина была немного сдвинута назад, а размах крыльев был увеличен до 14,83 м. Эти три самолёта (№ 1685—1687) были оснащены различными двигателями: первый (№ 1685) получил Hispano-Suiza 12Hb мощностью 500 л. с., остальные два имели Renault 12К мощностью 550 л. с. и Farman 12Wers мощностью 520 л. с. В 1927 году № 1685 получил новый двигатель Hispano 12lb мощностью 600 л. с., объём его топливных баков был увеличен до 3500 литров, а размах крыла увеличен на один метр. Этот вариант модификации получил название Nungesser et Coli в честь двух летчиков, которые пропали при попытке совершить трансатлантический перелет в мае 1927 года. Пятый самолёт (№ 1554) был построен для Греции, был назван Hellas, и получил 550 сильный двигатель Hispano 12Hb. Некоторые другие самолёты Br.19 так же получили дополнительные топливные баки для дальнемагистральных полётов, но официально не назывались Br.19 GR. Некоторые источники[1] упоминают бельгийский Br.19 GR, но скорее всего это путаница с обозначением Бельгийского Br.19 TR
- Br.19 TR Bidon — построен в 1927 году с различными аэродинамическими улучшениями и вмещал 3 735 литров топлива в фюзеляже. С дополнительным топливным баком в крыле общая вместимость топливных баков составляла 4 125 литров. Пять самолётов было построено компанией Breguet и два испанской компанией CASA. У трех французских самолётов были установлены двигатели Hispano 12lb мощностью 600 л. с., у одного был Renault 12Kg мощностью 550 л. с., а у одного был Lorraine 12Eb мощностью 450 л. с. Первый Bidon Hispano был продан в Бельгию, ещё один Bidon Renault был продан Китаю после перелета Париж-Пекин. Второй испанский Br.19 TR Bidon был назван «Jesús del Gran Poder» и совершил перелет из Севильи (Sevilla) в Баию (Bahia) (Бразилия).
- Br.19 TF Super Bidon — самый продвинутый вариант для дальних перелетов, построен в 1929 году и предназначен для трансатлантических перелетов. Французский Super Bidon был перестроен из третьего Br.19 TR Hispano, получил имя «Point d’Interrogation». Имел модифицированный фюзеляж, размах крыла 18,3 м и 5 370 литров общего объема топливных баков. Он был оснащен двигателем Hispano-Suiza 12lb мощностью 447 кВт (600 л. с.) (позже его заменили на Hispano-Suiza 12Nb мощностью 485 кВт / 650 л. с.). Ещё один самолёт Br.19 TF Super Bidon с закрытой кабиной был построен в Испании в 1933 году, получил имя «Christened Cuatro Vientos». Он вылетел из Севильи (Sevilla) и пропал пытаясь добраться до Мехико (Mexico).

- Br.19 ter — благодаря предыдущему опыту дальних перелетов, улучшенный вариант разведчика был разработан в 1928 году, возможно разрабатывался специально для экспорта. Был создан только один прототип (с номером гражданской регистрацией F-AIXP).

- Br.19.7 — самый популярный из поздних вариантов самолёта, разработан в 1930 году с двигателем Hispano-Suiza 12Nb мощностью 447 кВт (600 л. с.), который обеспечивал максимальную скорость 242 км / ч. Первые пять машин были построены во Франции для Югославии, затем ряд самолётов был построен в Югославии, а ещё 50 самолётов построены во Франции для экспорта в Турцию.
- Br.19.8 — с двигателем Wright Cyclone GR-1820-F-56 мощностью 582 кВт (780 л. с.), 48 единиц Br.19.7 были переоборудованы в Br.19.8 в Югославии. Максимальная скорость самолёта достигала 279 км / ч.
- Br.19.9 — один прототип разработан в Югославии с двигателем Hispano-Suiza 12Ybrs мощностью 641 кВт (860 л. с.).

- Br.19.10 — был создан только один прототип, в Югославии с двигателем Lorraine-Dietrich 12Hfrs Petrel мощностью 536 кВт (720 л. с.).

- Br.19 hydro (или Breguet 19 seaplane) — был оборудован двумя поплавками, для Франции был выпущен уникальный прототип (№ 1132). Другой самолёт, проданный в Японию, был оснащен поплавками, созданными фирмой Nakajima.

Были разработаны некоторые модифицированные гражданские варианты Breguet 19, такие как Br.19T, Br.19Tbis и Br.19 Limousine (для шести пассажиров с более толстым фюзеляжем), но они никогда не были построены.
Были разработаны дополнительные модификации Breguet 19 для пассажирских перевозок, с полностью реконструированным фюзеляжем:
- Br.26T (1926)
- Br.26TS или Br.261T
- Br.280T
- Br.281T
- Br.284T

Они использовались в ограниченном количестве во Франции и Испании.
Всего во Франции было произведено более 2 000 Breguet 19, около 700 построено по лицензии испанской фирмой CASA, бельгийской SABCA и Югославским заводом в Kraljevo.

## Лётные данные Breguet 19 A2-B2 (1922)[2]
- Размах, м: 14, 83
- Площадь крыльев, m²: 49
- Длина, м: 9, 51
- Высота, м: 3, 34
- Вес пустого, кг: 1722
- Вес взлетный, кг: 2 229
- Дальность, км: 800
- Тип двигателя: Renault (B2) или Lorraine (A2) V12
- Максимальная скорость на высоте 3000 м, км/ч: 235
- Потолок, м: 6700
- Экипаж, чел: 2 (1 пилот, 1 наблюдатель)

## Эксплуатанты
Франция
- ВВС Франции: первый Br.19 (модификация A2) получили осенью 1924 года, B2 в июне 1926 года, позже за ними последовали C2 и CN2 variants. В конце 1920-х — начале 1930-х гг это был самый многочисленный тип боевых машин национальных ВВС. В метрополии их сняли с вооружения в начал 1930-х, а последний Br.19 CN2 — в 1935 г. До 1938 года они использовались во французских колонияхin the Среднего Востока и Северной Африки — в том числе, при подавлении восстаний местных племён.
- Авиация ВМС Франции

 Аргентина
- Argentine Air Force;  Аргентина
- ВВС Аргентины: 25 самолётов с двигателями Lorraine-Dietrich 12Eb[3].

 Бельгия
- Воздушные силы бельгийской армии: в 1924 году куплены 6 Br.19 B2, в 1926-30 ещё 146 A2 и B2 были выпущены по лицензии компанией SABCA. Оснашались двигателями Lorraine-Dietrich 12Eb и Hispano-Suiza 12Ha, состояли на вооружении до конца 1930-х гг.

 Боливия
- ВВС Боливии 10 самолётов, использовались во время Чакской войны против Парагвая.

 Бразилия
- ВВС Бразилии 5 самолётов.

 Великобритания
- Королевские ВВС Великобритании: 1 самолёт куплен для испытаний.

 Венесуэла
- ВВС Венесуэлы: 12 самолётов.

 Греция
- Королевские ВВС Греции: 30 Breguet 19 A2, некоторые использовались в итало-греческой войне 1940 года.

 Иран
- Шахские ВВС Ирана: 2 самолёта.

 Италия
- Regia Aeronautica: 1 самолёт куплен для испытаний.

 Китайская Республика
- ВВС Китайской Республики: Ни маньчжурский военачальник Чжан Цзолинь, заказавший 70 самолётов, ни центральное правительство Китая (4 машины), так и не получили ожидаемых поставок. Тем не менее, в 1926 году Маньчжурия получила 1 Br.19A2 и в 1929 году 1 Br.19.GR[4].

 Польша
- ВВС Польши: в 1925-30 гг куплены 250 A2 и B2 (двигатели Lorraine-Dietrich 12Eb, 450 л.с. / 340 кВт). 20 из них по некоторым данным применялись в качестве дальних разведчиков, но подробности неизвестны. Первый Br.19 поступил на вооружение в 1926 году, но большая часть самолётов была получена 1929–30 гг. В 1932–37 гг их сняли с вооружения и до 1939 использовались как учебные. Участвовавшие в боях во время немецкого вторжения в Польшу были в основном уничтожены на земле.

 Королевство Румыния
- ВВС Румынии: в 1927 году куплены 50 Breguet 19 A2 и B2, в 1930-м 108 Br.19 B2 и 5 Br.19.7. Состояли на вооружении до 1938 года.

 СССР
- ВВС СССР: 1 самолёт куплен для испытаний.

 Королевство Испания,  Республиканская Испания и  Франкистская Испания
- ВВС Испании,  Испанская республиканская авиация и  франкистские ВВС Испании:

В 1923 году приобретены прототип и лицензия на серийное производство, которое было организовано на заводе CASA (модификации A2 и B2). Первые 19 самолётов импортированы, следующие 26 собраны из французских деталей, остальные 177 выпущены самостоятельно (50 с двигателем Hispano-Suiza, остальные с Lorraine-Dietrich 12Eb). До начала гражданской войны Breguet 19 был основным бомбардировщиком и разведчиком ВВС. По состоянию на июль 1936 года на вооружении республиканской авиации состояло менее ста самолётов этого типа, которые активно использовались как бомбардировщики. В том же 1936 году националисты купили 20 самолётов через польский синдикат SEPEWE. С появлением на ТВД современных истребителей, количество сбитых Br.19 возросло, и после 1937 года их убрали с передовой. Республиканские ВВС потеряли 28 самолётов, а националисты — 10 (эти данные включают угнанные пилотами к противнику 2 и 1 самолёт, соответственно). Уцелевшие в войне машины использовались как учебные до 1940 года.
 Турция
- ВВС Турции: были закуплены 20 Br.19 B2 и позже 50 Br.19.7. В 1932 году некоторые из них участвовали в бомбардировочных и разведывательных миссиях во время дерсимской резни.

 Уругвай
- ВВС Уругвая

 Королевство Югославия
- Королевские ВВС Югославии: в 1924 году были приобретены 100 Br.19 A2, а в 1927 году и лицензия; самолёты производились на новом Кралево. 85 самолётов первой партии собирались из французских комплектующих, и ещё 215 из запчастей. На первых 150 машинах устанавливались двигатели Lorraine-Dietrich, на следующих 150 – Hispano-Suiza 12Hb (500 л.с. / 370 кВт), а на последних 100 — Gnome-Rhone Jupiter 9Ab (420 л.с. / 310 кВт). С 1932 года выпускалась модификация Br.19.7: первые 5 произведены во Франции, следующие 75 в Кралево (по другим данным 51), а ещё 48, на которые не хватило двигателей, были собраны в 1935–1937 гг в варианте Br.19.8, с двигателями Wright Cyclone (780 л.с. / 580 кВт). (В некоторых источниках количество выпущенных в Югославии самолётов разнится). Часть их участвовала в боях во время немецкого вторжения в Югославию в 1941 году.

 Независимое государство Хорватия
- ВВС Независимого государства Хорватия: захваченные 46 югославских самолётов использовались для борьбы с партизанами.

 Югославия
- ВВС Югославии: к партизанам Тито перелетел хорватский Br.19, использовался ими в июне–июле 1942 года, пока не был сбит. Ещё 2 самолёта, захваченные коммунистами в апреле 1945 года, применялись в боях с усташами.

 Япония
В апреле 1925 года компания Nakajima Hikoki KK при помощи продвигавшей в Японии авиацию издательской группы Asahi Shimbun приобрела 2 самолёта и лицензию на их производство. Его планировалось производить для флота в качестве поплавкового морского разведчика, но он проиграл в конкурсе. Один из самолётов позже летал с колёсным шасси и гражданским кодом J-BBFO как почтовый.